# 一之關車站
一之關車站（日语：〔〕／ Ichinoseki eki */?）是一位於日本岩手縣一關市車站前67番地，由東日本旅客鐵道（JR東日本）與日本貨物鐵道（JR貨物）所共用的鐵路車站。
一之關車站是JR東日本所屬的東北新幹線與在來線幹線、東北本線的轉乘站，與地方交通線大船渡線的起點站，除了是一關市的主車站之外，也是整個岩手縣南部地區的主要交通門戶。除了客運服務外，JR貨物曾在本站設置過貨運車站，雖然實際的貨運服務已在1984年時廢止，但在1987年時卻重新在名義上恢復貨運服務。然而在實務上，一之關貨運車站只提供公路貨運服務的貨件收發，站內既無貨運列車停靠，也無裝卸貨設施與專用線的設置。

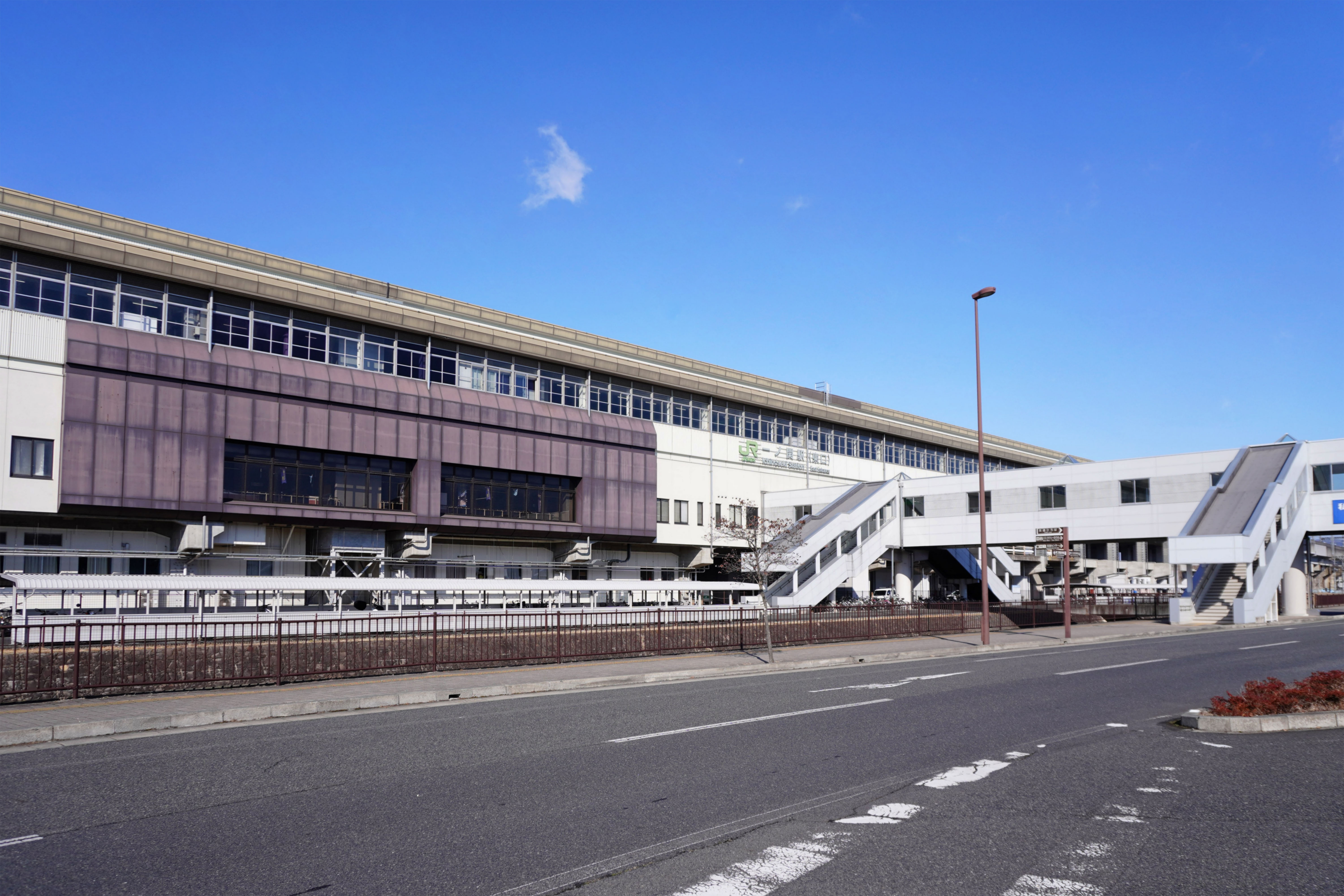
東口（2024年2月）

## 車站構造

### 在來線
側式月台1面1線與島式月台1面2線，合計2面3線的地面車站。

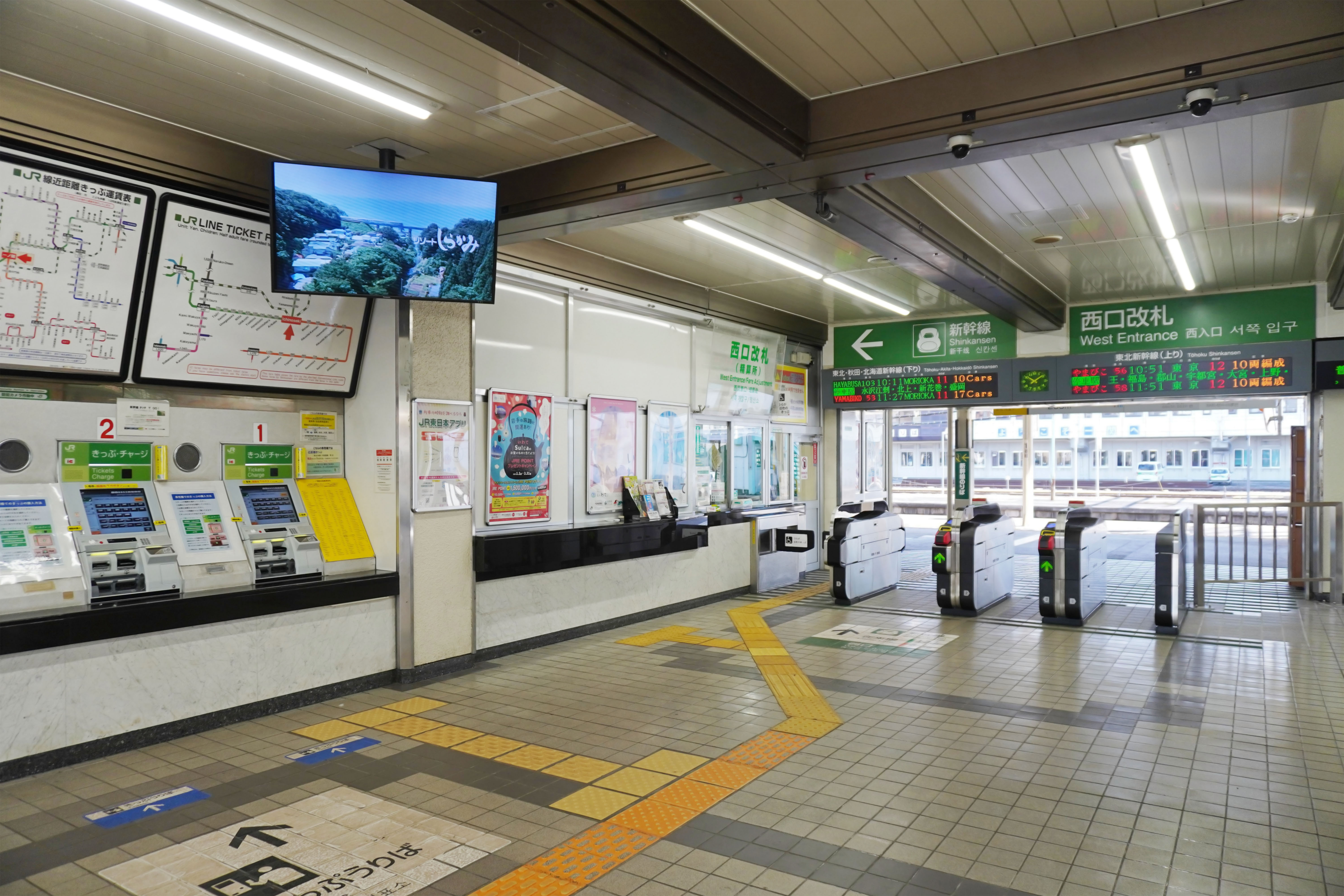
西檢票口（2024年2月）
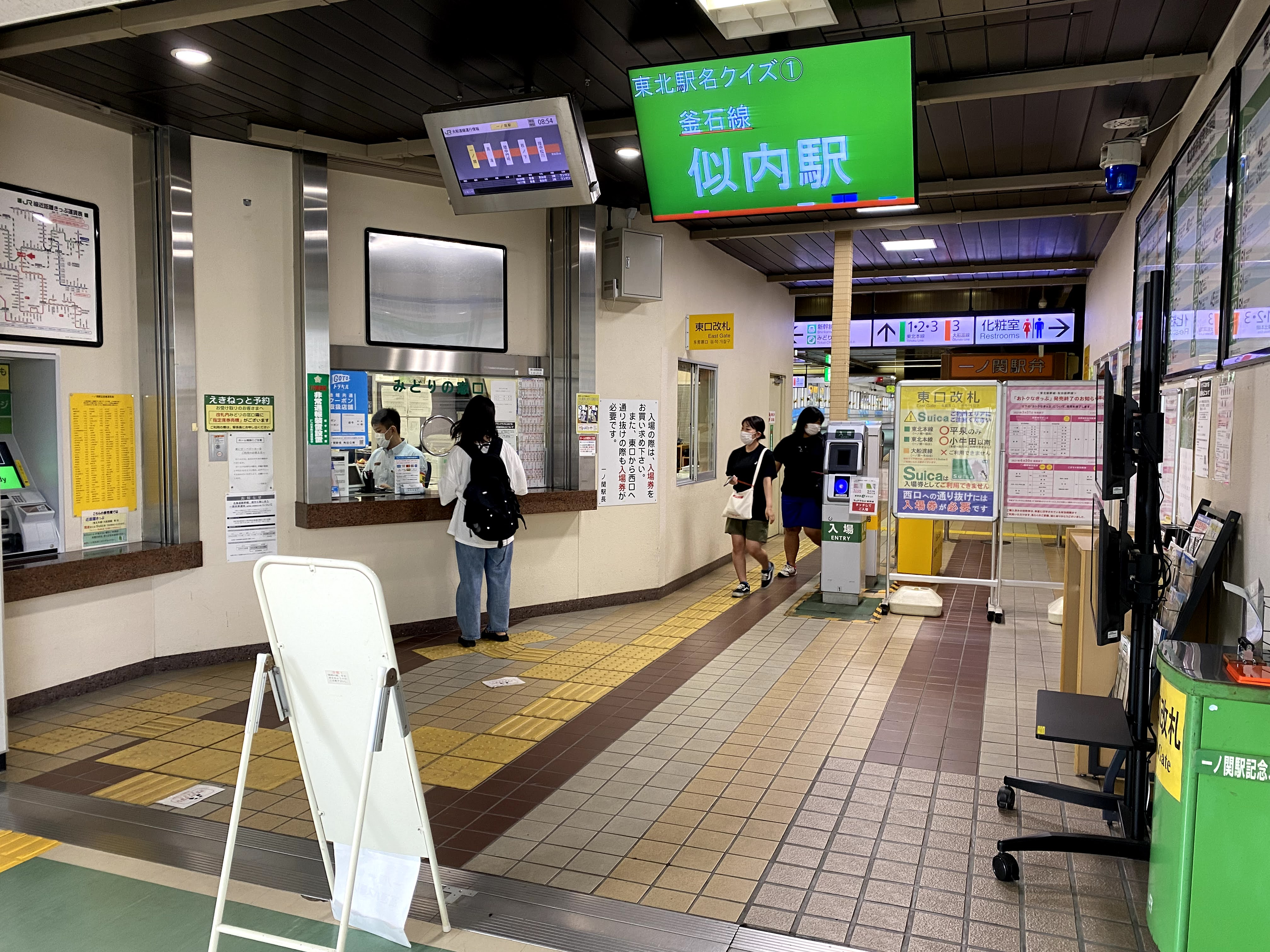
東檢票口（2021年8月）
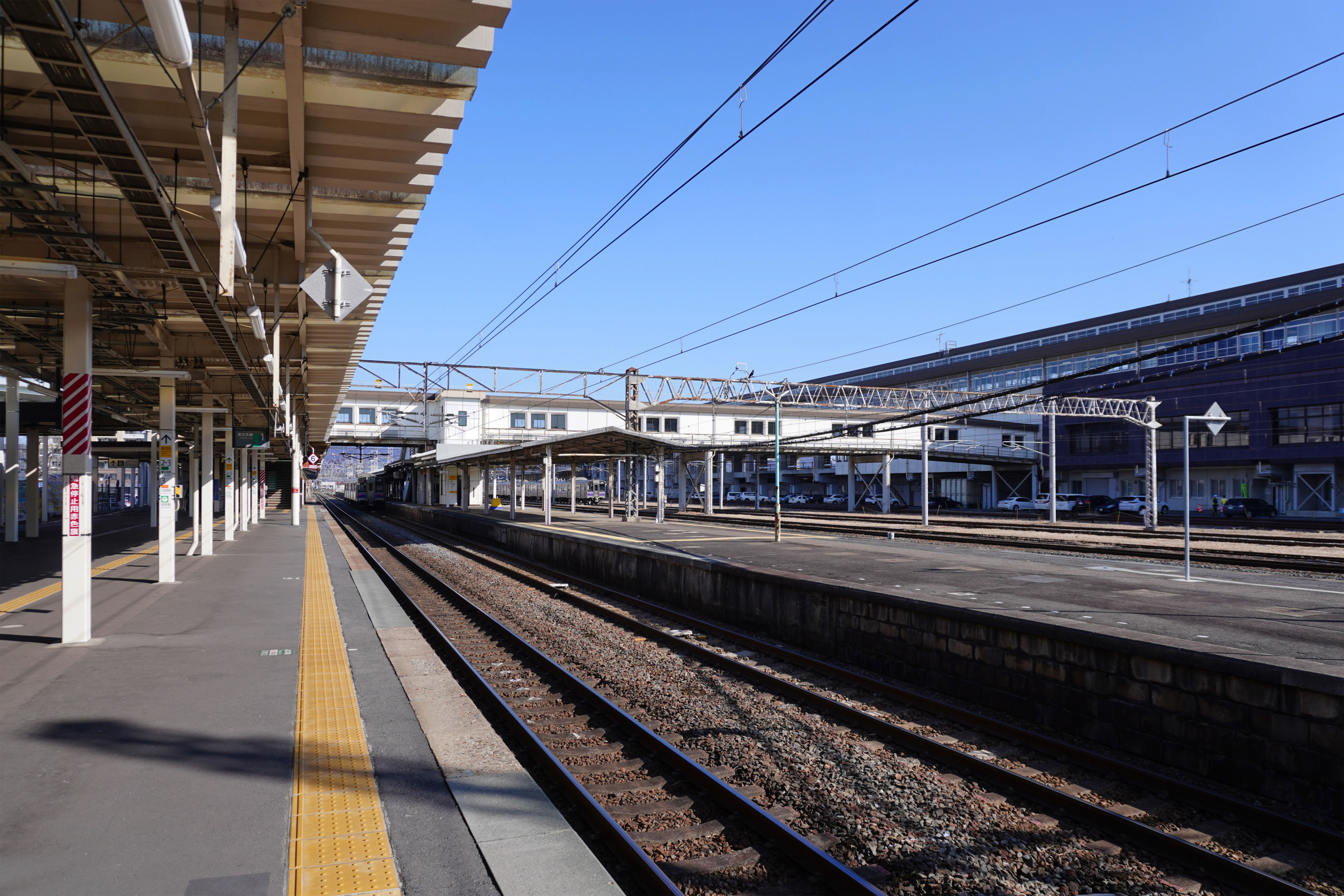
在來線月台（2024年2月）

### 新幹線
對向式月台2面2線的高架車站。月台設有副本線（待避線）、中央2軌為本線（通過線）。

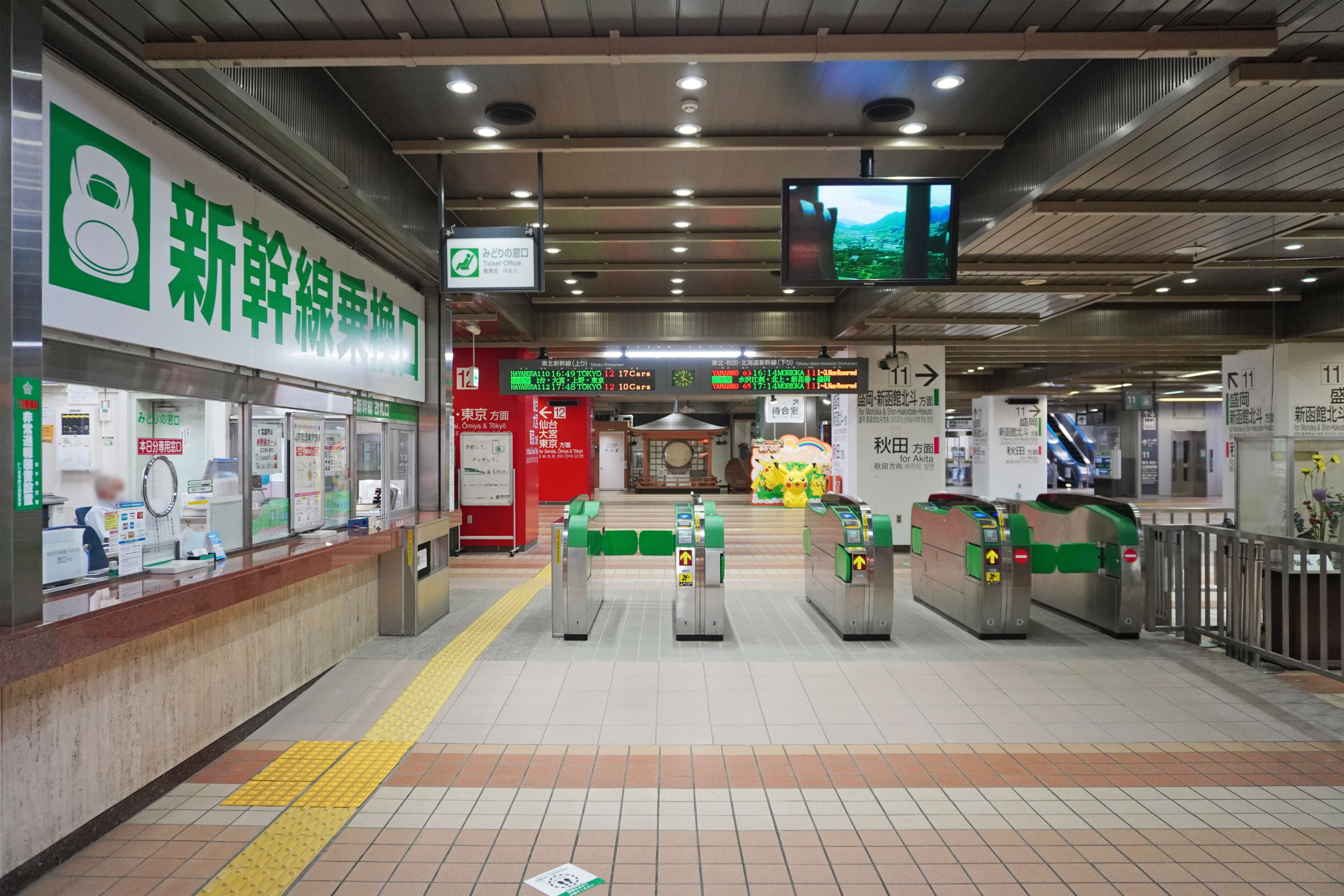
新幹線轉乘檢票口（2023年5月）
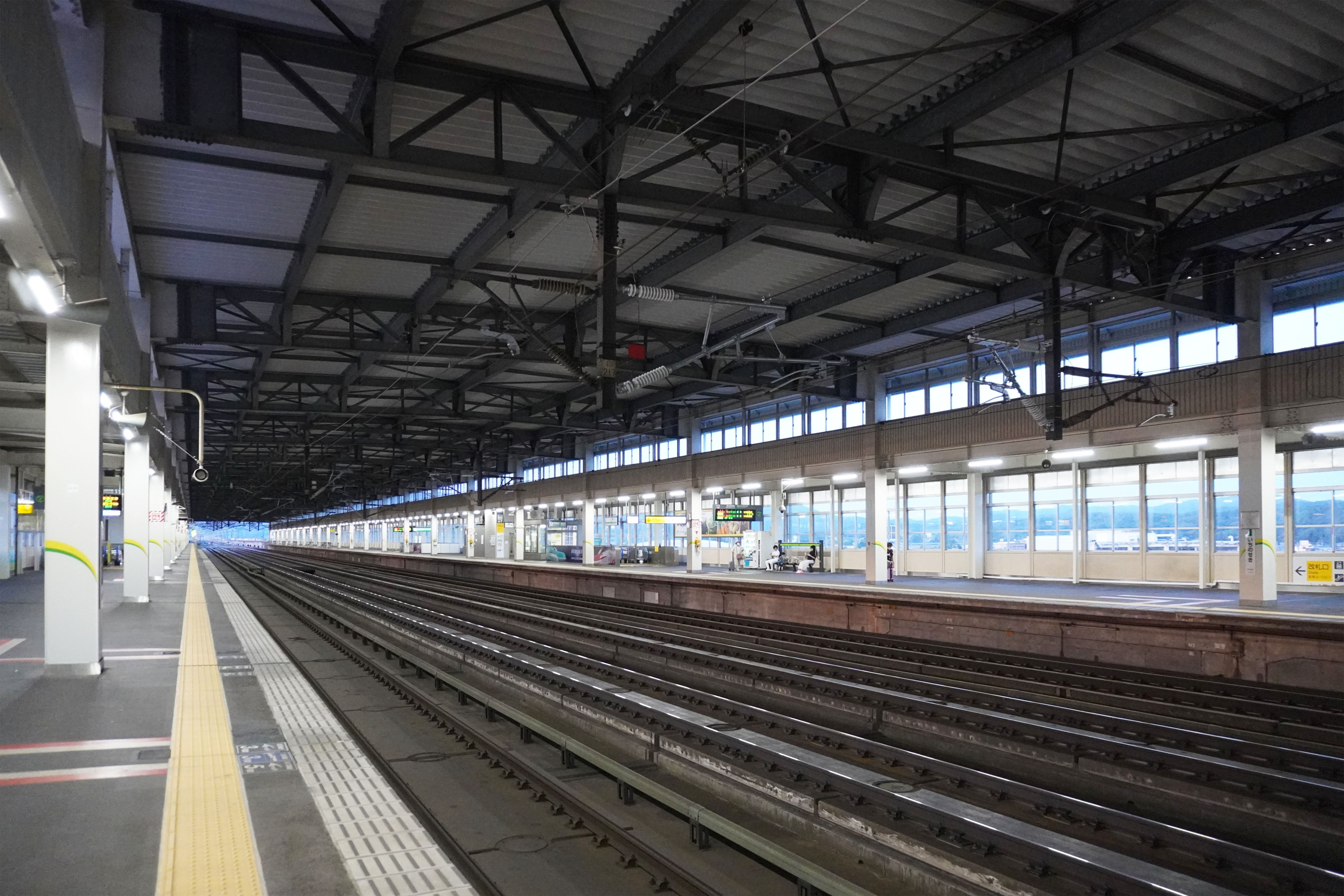
新幹線月台（2023年6月）

### 月台配置
| 月台   | 路線                   | 方向 | 目的地                             |
| ------ | ---------------------- | ---- | ---------------------------------- |
| 在來線 |                        |      |                                    |
| 1      | ■東北本線              | 上行 | 小牛田、仙台方向                   |
| 1      | ■東北本線              | 下行 | 北上、盛岡方向                     |
| 2      | ■東北本線              | 下行 | 北上、盛岡方向                     |
| 2      | ■東北本線              | 上行 | 小牛田、仙台方向                   |
| 3      | ■大船渡線              |      | 氣仙沼方向                         |
| 3      | ■東北本線              | 下行 | 北上、盛岡方向                     |
| 新幹線 |                        |      |                                    |
| 11     | 東北·秋田·北海道新幹線 | 下行 | 盛岡、新青森、秋田、新函館北斗方向 |
| 12     | 東北新幹線             | 上行 | 仙台、宇都宮、大宮、東京方向       |

## 使用情況
| 年度   | 每日平均乘客人數 | 來源   |
| ------ | ---------------- | ------ |
| 2000年 | 5,112            | [ 2 ]  |
| 2001年 | 4,815            | [ 3 ]  |
| 2002年 | 4,516            | [ 4 ]  |
| 2003年 | 4,377            | [ 5 ]  |
| 2004年 | 4,491            | [ 6 ]  |
| 2005年 | 4,511            | [ 7 ]  |
| 2006年 | 4,471            | [ 8 ]  |
| 2007年 | 4,439            | [ 9 ]  |
| 2008年 | 4,337            | [ 10 ] |
| 2009年 | 4,181            | [ 11 ] |
| 2010年 | 4,049            | [ 12 ] |
| 2011年 | 3,688            | [ 13 ] |
| 2012年 | 4,562            | [ 14 ] |
| 2013年 | 4,614            | [ 15 ] |

## 相鄰車站
東日本旅客鐵道
東北新幹線
栗駒高原－一之關－水澤江刺
■東北本線
有壁－一之關－山之目
■大船渡線
一之關－真瀧

## 外部連結
- JR東日本－一之關站 （页面存档备份，存于）（日語）

38°55′35″N 141°8′19″E / 38.92639°N 141.13861°E